# Tank (band)
Tank is een Britse New Wave of British Heavy Metalband uit Londen.

## Bezetting
Oprichters
- Alasdair 'Algy' Mackie Ward (zang, basgitaar, 1980–2008)
- Peter James Brabbs (gitaar, 1980–1983)
- Mark Arthur Brabbs (drums, 1980–1983, 2009)

Huidige bezetting
- ZP Theart (zang, sinds 2013)
- Michael 'Mick' John Tucker (gitaar, sinds 1983)
- Cliff John Evans (gitaar, sinds 1984)
- Barend Courbois (basgitaar, sinds 2014)
- Bobby Schottkowski (drums, sinds 2014)

Voormalige leden
- Doogie White (zang, 2008–2013)
- Chris Dale (basgitaar, 2008–2014)
- Graeme Crallan (drums, 1984)
- Michael Bettel (drums, 1985)
- Gary Taylor (drums, 1985–1989)
- Steve Hopgood (drums, 1998–2001, 2008–2009, 2009–2011)
- Bruce Bisland (drums, 2001–2008)
- Mark Cross (drums, 2011–2014)

## Geschiedenis
Tank werd opgericht in 1980 in de London Borough van Croydon door Algy Ward, Peter Brabbs en Mark Brabbs. De eerste speelde eerder voor de punkbands The Saints en The Damned. Ze maakten snel naam als een intens toerende band die op pad was met bands als Motörhead, Girlschool, Diamond Head en Angel Witch. Motörhead's toenmalige gitarist Fast Eddie Clarke produceerde Tanks eerste single Don’t Walk Away in 1981, waarna de band opnieuw op tournee ging met Motörhead. Fast Eddie produceerde ook het debuutalbum Filth Hounds of Hades, uitgebracht in 1982. In 1982 verscheen ook de opvolger Power of the Hunter. In 1983 tekende Tank een platencontract bij Music for Nations. Ze rekruteerden de tweede gitarist Michael 'Mick' John Tucker en namen het album This Means War op in deze bezetting.
In 1984 verlieten de gebroeders Brabbs Tank. Mark Brabbs speelde toen met Dumpy Rusty Nutz en The Blood, later ook met Paul Samsons Empire. Ze werden vervangen door drummer Graeme Crallan (ex-White Spirit) en gitarist Cliff Evans (ex-Chicken Snack). De band wisselde naar Roadrunner Records en publiceerde daar Honor & Blood. Ward produceerde ook het debuutalbum Pure Filth of Warfare. In hetzelfde jaar ging Tank op tournee met Metallica en werden opgenomen in de dankbetuigingen en de crew als reactie op het boekje van het album Master of Puppets. In januari 1985 verving Gary Taylor Graeme Crallan op drums. Na een lange periode van inactiviteit bracht de band in 1987 voor het eerst hun laatste album Tank uit en werd in 1988 ontbonden. Ward werd lid van de band Atomgod.
Vanaf medio 1993 waren er geruchten over een hereniging van de band. Algy was te horen als gastmuzikant op het album Warhead van Warhead uit 1995. Na een onderbreking van negen jaar werd Tank herenigd met Algy Ward, Cliff Evans, Mick Tucker en Steve Hopgood in 1997. Ze speelden in 1997 op de Wacken Open Air en gingen in 1997 op tournee in Duitsland met Hammerfall en Raven. Eind 2008 kondigde Algy Ward na 28 jaar zijn pensionering aan om aan zijn autobiografie te werken. Voor hem nam Doogie White de rol van de zanger over en Chris Dale, voormalig lid van de band van Bruce Dickinson, de bas. Mark Brabbs keerde ook terug op de drums.
Op 8 april 2011 werd aangekondigd dat Mark Cross zich bij de band aansloot als nieuwe drummer. Het album War Nation werd uitgebracht in 2012 en de dvd War Machine Live werd aangekondigd voor november 2012. Maar er waren ook veranderingen in de nasleep. Dus verscheen de band vanaf 2013 met ZP Theart (ex-Dragonforce) en introduceerde Bobby Schottkowski (ex-Sodom) als nieuwe drummer en Barend Courbois (Blind Guardian) als nieuwe bassist in 2014. Daarnaast bracht ex-zanger Algy Ward in 2013 het album Breath To The Pit uit onder de naam Tank, al is alleen hij als muzikant op dit album te horen.

## Stijl
Volgens Manfred Kerschke heeft Tank een 'Motörhead niet ongelijk lijkende, maar veel rauwere stijl' en Eduardo Rivadavia van Allmusic beschreef Motörhead als het leeuwendeel van hun muzikale inspiratie. In het tweede album Power of the Hunter zag hij op sommige plaatsen parallellen met Kiss en Ritchie Blackmore, beschreef zijn collega Ralph Heibutzki This Means War als voorbeeldig voor thrashmetal uit de jaren 1980. Thomas Kupfer van Rock Hard beschreef een klonterig-charmante muzikale richting en de zang van Algy Ward als kenmerkend voor de band, maar met het tweede album zonder Ward laten ze zien dat een terugkeer naar de stilistische wortels in deze bezetting volkomen onmogelijk is. Doogie White is een begaafde rockzanger die een zeker gevoel heeft voor de perfecte hookline en het niet minder perfecte refrein en wiens samenwerking met de twee gitaristen Cliff Evans en Mick Tucker perfect werkt. War Nation is wat melodieuzer dan het vorige album en is relatief eenzaam in het genre van commerciële heavy rock. Het gitaarspel van de titelsong War Nation werd vergeleken met de zang van Randy Rhoads en White met Ronnie James Dio.

## Discografie

### Singles
- 1981: Don’t Walk Away (Kamaflage)
- 1982: Stormtrooper (Kamaflage)
- 1982: Turn Your Head Around (Kamaflage)
- 1982: Crazy Horses (Kamaflage)
- 1983: Echos of a Distant Battle (Music for Nations)

### Albums
- 1982: Filth Hounds of Hades (Kamaflage)
- 1982: Power of the Hunter (Kamaflage)
- 1983: This Means War (Music for Nations)
- 1984: Honour and Blood (Music for Nations)
- 1987: Tank (GWR)
- 2002: Still at War (Zoom Club)
- 2010: War Machine Evans/Tucker Tank (Metal Mind)
- 2012: War Nation Evans/Tucker Tank (Metal Mind)
- 2013: Breath of the Pit (Southworld)
- 2015: Valley of Tears (Metal Mind / Soulfood)

### Overige
- 1998: The Return of the Filth Hounds: Live (livealbum) (Rising Sun Productions)
- 2006: War of Attrition Live 1981 (livealbum) (Maniacal Records)
- 2008: The Filth Hounds of Hades: Dogs of War 1981–2002 (compilatie) (Metal Mind Productions)